# Gheorghe Niculescu (general)
Gheorghe Niculescu (n. 2 februarie 1894, Ploiești – d. 9 iulie 1941, Țiganca, Basarabia) a fost primul colonel român căzut pe câmpul de luptă în timpul celui de-al Doilea Război Mondial, avansat post-mortem la gradul de general de brigadă.